# Мислібуж (Великопольське воєводство)
Мислібуж (пол. Myślibórz) — село в Польщі, у гміні Ґоліна Конінського повіту Великопольського воєводства.
Населення — 204 особи (2011).
У 1975-1998 роках село належало до Конінського воєводства.

## Демографія
Демографічна структура станом на 31 березня 2011 року:
|          | Загалом | Допрацездатний вік | Працездатний вік | Постпрацездатний вік |
| -------- | ------- | ------------------ | ---------------- | -------------------- |
| Чоловіки | 97      | 21                 | 62               | 14                   |
| Жінки    | 107     | 15                 | 63               | 29                   |
| Разом    | 204     | 36                 | 125              | 43                   |